# فيك غيليام
فيك غيليام هو سياسي أمريكي، ولد في 21 يوليو 1953 في دوفر في الولايات المتحدة، وتوفي في 17 يونيو 2020. نشط حزبياً في الحزب الجمهوري. وقد انتخب عضو مجلس نواب أوريغون ‏.

## وصلات خارجية
- الموقع الرسمي
- فيك غيليام على موقع IMDb (الإنجليزية)